# Julio Tejeda
Julio Tejeda (Young, Río Negro, 25 de abril de 1959) es un entrenador y exfutbolista uruguayo.

## Biografía
Comenzó su carrera profesional en el Club Atlético Defensor (actual Defensor Sporting Club), en el año 1979 jugó en dicho club hasta 1983, cuando fue transferido ese mismo año, al Club Atlético Nueva Chicago, al año siguiente juega en Emelec de Ecuador para volver a Defensor por una temporada, recalando en Bella Vista de Montevideo en la temporada 1986.
Junior de Barranquilla es el club que lo contrata para jugar en 1987, luego comenzaría su carrera en el fútbol de Centroamérica, en 1988 jugará para el FAS de El Salvador dos años, luego en 1990 en Atlético Marte, luego jugaría en Motagua de Honduras y más tarde en Herediano de Costa Rica, para volver en 1992 a Guatemala para defender el Jalapa, en 1993 con solo 34 años se retira en el desaparecido Central Izalco de El Salvador.
En 1994 comenzó su trayectoria como entrenador dirigiendo en Central Izaco, pasando para 1995 a Sonsonate ambos clubes de El Salvador, luego dirigiría a Universidad San Carlos de Honduras en 1996, ahí pondría una pausa a su actividad de entrenador dedicándose a representar futbolistas.
La Institución Atlética Potencia, acuerda los servicios de Tejeda como entrenador en el 2012, 16 años después de haber pausado la profesión, el cual acepta con justo donde dirigiría a sus dos hijos Marcelo y Martín Tejeda.